# 奈茨敦 (印地安納州)
奈茨敦（英語：Knightstown）是一個位於美國印地安納州亨利縣的城鎮。

## 人口
根據2010年美國人口普查的數據，奈茨敦的面積為2.70平方千米，當中陸地面積為2.70平方千米，而水域面積為0.00平方千米。當地共有人口2,182人，而人口密度為每平方千米808人。